# Ordre de bataille lors de la bataille du golfe de Leyte
Ce qui suit est l'ordre de bataille des forces militaires en présence lors de la bataille du golfe de Leyte, qui eut lieu du 23 octobre au 27 octobre 1944 lors au début de la reconquête des Philippines.

## Sigles
(CV=Porte-avions; CVL=Porte-avions léger; CVE=Porte-avions d'escorte; BB=Cuirassé; BB/CV=Cuirassé hybride; CA=Croiseur lourd; CL=Croiseur léger; DD=Destroyer;DE=Destroyer d'escorte; PT=vedette lance-torpille; SS=Sous-marin)

## Dispositif japonais
| Désignation de l'escadre                            | Commandant                      | Effectifs |
| --------------------------------------------------- | ------------------------------- | --- |
| Corps principal (“Force du Nord”)                   | Vice-amiral Ozawa               | 3e Division de porte-avions : 4 CV (Zuikaku, Zuihō, Chitose, et Chiyoda) 4e Division de porte-avions : 2 BB/CV (Hyuga et Ise) 3 CL (Oyodo, Tama et Isuzu) 5 DD, 4 DE, 6 escorteurs, 2 pétroliers 108 avions embarqués |
| Force d'Attaque de Diversion n°1 (“Force Centrale”) | Vice-amiral Kurita              | |
| 1re section                                         | Vice-amiral Kurita              | 3 BB (Yamato, Musashi et Nagato) 6 CA (Takao, Atago, Maya, Chokai, Myōkō, et Haguro) 1 CL (Noshiro), 7 DD |
| 2e section                                          | Vice-amiral Y. Suzuki           | 2 BB (Haruna et Kongō) 4 CA (Kumano, Suzuya, Tone et Chikuma) 1 CL (Yahagi), 6 DD |
| “Force du Sud”                                      |                                 | |
| Force C (avant-garde)                               | Vice-amiral Nishimura           | 2 BB (Yamashiro et Fuso) 1 CA (Mogami), 4 DD |
| 5e Flotte (arrière-garde)                           | Vice-amiral Shima               | 2 CA (Nachi et Ashigara), 1 CL (Abukuma), 7 DD |
| Force sous-marine                                   | Vice-amiral Miwa                | 17 sous-marins |
| 1re et 2e Flottes aériennes                         | Vice-amiraux Onishi et Fukudome | Aviation navale basée à Luçon |
| Total :                                             |                                 | 4 CV, 7 BB, 2 BB/CV, 13 CA, 6 CL, 30 DD, 17 SS |

## Dispositif allié
| Désignation de l'escadre                   | Commandant                    | Effectifs |
| ------------------------------------------ | ----------------------------- | --- |
| Flotte du Pacifique                        | Amiral Chester Nimitz         | |
| 3e Flotte                                  | Amiral William F. Halsey      | |
| TF 38                                      | Vice-amiral Mitscher          | 8 CV, 8 CVL, 6 BB, 5 CA, 9 CL, 57 DD |
| TG 38.1                                    | Vice-amiral McCain            | 3 CV (Wasp, Hornet et Hancock) 2 CVL (Monterey et Cowpens) 6 CA (Pensacola, Salt Lake City, Chester, Wichita, Boston et Canberra) 3 CL (Houston, San Diego et Oakland) 21 DD                |
| TG 38.2                                    | Contre-amiral Gerald F. Bogan | 2 CV (USS Intrepid et Bunker Hill ) 2 CVL (Cabot et Independence) 2 BB (Iowa et New Jersey) 2 CL (Vincennes et Miami), 18 DD                                                                |
| TG 38.3                                    | Contre-amiral Sherman         | 2 CV (Essex et Lexington) 2 CVL (Princeton et Langley) 4 BB (Washington, Massachusetts, South Dakota et Alabama) 4 CL (Santa Fe, Mobile, Birmingham et Reno), 14 DD                         |
| TG 38.4                                    | Contre-amiral R. E. Davison   | 2 CV (Franklin et Enterprise) 2 CVL (San Jacinto et Belleau Wood) 1 CA (New Orleans) 1 CL (Biloxi), 11 DD                                                                                   |
| TF 34 (formée et détachée le 25/10 à 2h40) | Vice-amiral Willis A. Lee     | 6 BB (Iowa, New Jersey, Washington, Massachusetts, South Dakota et Alabama) 2 CA (New Orleans et Wichita) 5 CL (Biloxi, Santa Fe, Mobile, Vincennes et Miami) et 8 DD                       |
| 7e Flotte                                  | Vice-amiral Kinkaid           | |
| TG 77.2                                    | Contre-amiral Oldendorf       | 6 BB (Mississippi, Maryland, West Virginia, Tennessee, California, et Pennsylvania) 3 CA (USS Louisville, HMAS Australia et HMAS Shropshire) 2 CL, 29 DD, 39 PT                             |
| TG 77.3                                    | Contre-amiral Berkey          | 1 CA, 2 CL, 6 DD |
| TG 77.4                                    | Contre-amiral Thomas Sprague  | 18 CVE, 27 DD |
| TU 77.4.1                                  | Contre-amiral Thomas Sprague  | 6 CVE (Sangamon, Suwannee, Chenango, Santee, Saginaw Bay, et Petrof Bay) |
| TU 77.4.2                                  | Contre-amiral Stump           | 6 CVE (Natoma Bay, Manila Bay, Marcus Island, Kadashan Bay, Savo Island et Ommaney Bay) |
| TU 77.4.3                                  | Contre-amiral Clifton Sprague | 6 CVE (Fanshaw Bay, St. Lo, USS White Plains (CVE-66), Kalinin Bay, Kitkun Bay, et Gambier Bay) 3 DD (Hoel, Johnston, Heermann) 4 DE (John C. Butler, Dennis, Raymond et Samuel B. Roberts) |
| TG 71.1                                    | Contre-amiral Christie        | 7 SS (d'autres opéraient individuellement) |
| Total :                                    |                               | 8 CV, 8 CVL, 18 CVE, 6 BB, 9 CA, 13 CL, 105 DD, 22 SS |